# Witten Untouchable
Witten Untouchable ist eine deutsche Rap-Crew aus Witten, bestehend aus den Gründungsmitgliedern Lakmann One, Al Kareem, Magic Mess und Produzent Rooq. Sie wurde im Jahr 2009 gegründet.

## Geschichte
Gegründet wurden Witten Untouchable im Jahr 2009 von Lakmann One, Al Kareem und Magic Mess aus Witten, von dessen Stadt auch der Bandname abgeleitet ist. Vorher hat Lakman Soloalben veröffentlicht. Im Album Die Story Von Magic Mess Und Al Kareem haben bereits Kareem, Mess und Lakmann vorher zusammengearbeitet. Der Produzent Rooq kam ebenfalls in der Zeit zur Gruppe hinzu.
Ihr erstes gemeinsames Studioalbum It Was Witten wurde am 13. Dezember 2013 beim Label Eartouch Entertainment veröffentlicht. Der Albumtitel ist angelehnt an It Was Written von Nas. Es folgten zahlreiche Live-Auftritte und bespielte Festivals (u. a. Splash, HipHop Kemp, Out4Fame) der Untouchable Crew.
Ihr zweites Studioalbum Republic of Untouchable erschien am 13. Januar 2017. Das dritte Album Trinity erschien am 10. Mai 2019.

## Diskografie
Studioalben
- 2013: It Was Witten
- 2014: Bei dir läuft, bei uns fliegt (Mixtape)
- 2017: Republic of Untouchable
- 2019: Trinity

Singles
- 2013: Falsche Welt
- 2013: Aaaaaahhhh
- 2014: Untouchable Cypher
- 2014: Aeon
- 2014: Ausnahmetalente
- 2014: Was ich nicht mag (feat. MistahNice)
- 2015: Magic (mit Snowgoons)
- 2015: Tee in England
- 2016: One more time
- 2016: Propaganda
- 2016: Wenn ich fall’
- 2017: Offday
- 2017: Julez Verne
- 2017: Das hier ist mein Leben
- 2019: Untouchable Tutorial
- 2019: Weed geschenkt